# Ecuador ai Giochi della VIII Olimpiade
L'Ecuador fece il suo esordio olimpico ai Giochi della VIII Olimpiade, svoltisi a Parigi dal 4 maggio al 27 luglio 1924,  
con una delegazione di 3 atleti impegnati nell'atletica leggera senza aggiudicarsi medaglie.